# Jordi Maluquer i Bonet
Jordi Maluquer i Bonet (Barcelona, 15 de maig de 1935 - Barcelona, 15 de gener de 2022) fou un escriptor, periodista i crític musical català. Va ser un dels fundadors del diari Avui i director general de Música, Teatre i Cinema del Departament de Cultura de la Generalitat de Catalunya.
Alguns poemes seus foren recollits a les Antologies poètiques universitàries IV i V (1955 i 1959). Va publicar un llibre de narracions, Tina a Interludis l'any 1956 a l'Editorial Selecta. Va col·laborar a les revistes Serra d'Or i El Ciervo i va exercir la crítica musical a El Correo Catalán (1972-1975). El 1962 va guanyar el premi Víctor Català de narracions amb el seu llibre Pol·len. Va publicar la traducció al català del llibre d'Hugues Vehenne Souvenirs et entretiens du R.P.Pire, sobre el religiós dominic belga guardonat amb el Premi Nobel de la Pau el 1958, a les edicions Vergara.
Amb Josep Espar i Ticó, Jaume Vilalta i Gonzàlez i altres fou un dels fundadors el dia de Sant Jordi de 1976 del diari Avui, del qual en fou director del 1977 al 1982. El 1982 fou nomenat director general de Música, Teatre i Cinema del Departament de Cultura de la Generalitat de Catalunya. El 1989 fou nomenat president de la Comissió Artística del Gran teatre del Liceu del qual exercí també la direcció en funcions del novembre de 1992 al març de 1993. Formà part del jurat de diversos concursos internacionals de cant —Viñas, Toulouse i Marsella. Va ser president de Ràdio Associació de Catalunya el període 1994-1998 i vicepresident des del 1998. També fou membre del Patronat de la Fundació Ernest Lluch. Des de 1997 va ser membre de la Comissió Artística de l'Orquestra Simfònica de Barcelona i Nacional de Catalunya. També va ser membre del Consell editorial del diari El Punt. El 2003 publicà la biografia del compositor Francesc Taverna-Bech i el 2008 va fer la selecció d'obres, la introducció i els textos musicals del llibre Deu menús per a un concert de receptes culinàries inspirades en la música de Joan Roca.
Va col·laborar durant molts anys a la Revista Musical Catalana on tenia una columna fixa «Tangents». També tenia una columna els primers dissabtes de mes al diari esportiu El 9, «Els tres peus».
Des del febrer de 2010 va ser membre del consell editorial del diari Avui. També del consell d'administració de Radiocat XXI des de la seva constitució el maig del 2000. Fins al 2015 va fer la crítica musical dels diaris Avui i El Punt, i va continuar fent opinió sobre futbol. Va participar amb un apartat de música clàssica, «La nota», dins del programa La primera pedra de RAC 1. Un muntatge sobre textos seus interpretat per la Banda d'Improvisadors de Barcelona, va cloure el Barribrossa de 2010.

## Obres
- Tina a interludis (1956)
- Pol·len (1963) (premi Víctor Català 1962)
- Records i converses del R.P Dominique Pire Traducció.(1963)
- Francesc Taverna-Bech, biografia (2003)
- Deu menús per a un concert (amb Joan Roca) (2008)[8]